# Capybara Walking
Capybara Walking (česky Kapybaří chůze) je americký němý film z roku 1887. Režisérem je Eadweard Muybridge (1830–1904). Film trvá necelou minutu.

## Děj
Film zachycuje kapybaru v pohybu.